# Стрельцов, Валерий Иванович
Валерий Иванович Стрельцов (бел. Валерый Іванавіч Стральцоў; 7 мая 1948, Быхов, Белорусская ССР, СССР) — белорусский футбольный игрок и тренер. Был ассистентом в сборной Беларуси, 2000 по 2003 год. Заслуженный тренер Республики Беларусь (1999).

## Биография
Стрельцов начал заниматься футболом в быховской ДЮСШ. В 1968 году был приглашён Ильёй Каганом в могилёвский «Спартак» (в 1973 году переименован в «Днепр»), где выступал по 1975 год. Впоследствии играл за бобруйские клубы в первенстве БССР.
После завершения игровой карьеры приступил к тренерской деятельности. Тренировал в могилевской СДЮШОР-7, где создал спецкласс по футболу, возглавлял могилёвское «Торпедо» и витебский «Витязь». С 1984 по 1985 год работал начальником могилёвского «Днепра», в 1986 году был назначен главным тренером, а с 1990-го совмещал посты главного тренера и генерального директора. Тренером он был до 2008 года (с перерывами), когда ушёл в отставку из-за проблем со здоровьем. При Стрельцове «Днепр» финишировал вторым в чемпионате Беларуси 1992 года и стал чемпионом в 1998 году.
С 2000 по 2003 год Стрельцов работал ассистентом тренера (Эдуард Малофеев) в сборной Беларуси. 3 сентября 2002 года на квалификации ЕВРО-2004 против сборной Нидерландов был в роли исполняющего обязанности из-за отсутствия по состоянию здоровья Малофеева. Матч закончился победой Нидерландов со счетом 3:0.
В 2009 году Стрельцов стал генеральным директором минского «Динамо», где проработал до мая 2012 года. С февраля по декабрь 2015 года — вновь генеральный директор могилёвского «Днепра».
Окончил Могилевский машиностроительный институт, получил квалификацию «Инженер промышленного транспорта».

## Достижения
Как игрок
- Чемпион Белорусской ССР: 1978
- Серебряный призёр чемпионата БССР: 1976

Как тренер
- Чемпион Беларуси: 1998
- Серебряный призёр чемпионата Беларуси: 1992